# Scott Baio
Scott Vincent James Baio (Brooklyn, 22 september 1960) is een Amerikaans acteur.
Baio begon zijn carrière met een hoofdrol in de musical Bugsy Malone, met Jodie Foster. In 1980 speelden zij opnieuw samen in de film Foxes. Toen Baio zestien was, werd hij geïntroduceerd als het neefje van Fonzie in de televisieserie Happy Days (1977-1984). Van 1984-1990 speelde hij de titelrol in de sitcom Charles in Charge. Hij werd genomineerd voor Emmy Awards voor zijn rollen in de televisiefilms Stoned (1981) en All the Kids Do It (1985). Na (gast)rollen in een aantal televisieseries speelde hij van 1992-1995 Dr. Jack Stewart in Diagnosis Murder.
Baio speelde in films als Very Mean Men (2000), Face to Face (2001) en The Bread, My Sweet (2001). Hij was advocaat Bob Loblaw in de comedyserie Arrested Development (2003-2006). In 2007 kwam hij met een realitysoap over zijn leven, onder de naam Scott Baio Is 45...and Single, in 2008 gevolgd door Scott Baio Is 46...and Pregnant.
Chris Baio, de bassist van de indierockgroep Vampire Weekend, is zijn neef. 